# Mount Ojakangas
Mount Ojakangas ist ein 2450 m hoher Berg von länglicher Form im westantarktischen Ellsworthland. Er ragt 3 km nordwestlich des Mount Washburn in den Gromshin Heights im nördlichen Teil der Sentinel Range des Ellsworthgebirges auf.
Das Advisory Committee on Antarctic Names benannte ihn im Jahr 1982 nach dem US-amerikanischen Geologen Richard Wayne Ojakangas von der University of Minnesota in Duluth, Teilnehmer der Expedition des United States Antarctic Research Program in die Ellsworth Mountains (1979–1980).